# Идрисов, Магомедрасул Мусаевич
Магомедрасул Мусаевич Идрисов (8 июля 1996; Муцалаул, Хасавюртовский район, Дагестан, Россия) — российский борец вольного стиля, двукратный чемпион России, серебряный призёр чемпионата мира.

## Биография
Вольной борьбой занимался с 6 лет в родном селе Муцалаул, в спортивный зал его привели старшие братья. Первый тренер — Мухтар Абдулмуслимов. После окончания 8 класса Идрисов поступил в хасавюртовский УОР и стал заниматься под руководством Али Исхакова и Магомеда Гусейнова. В 2012 году он стал третьим призером первенства России во Владикавказе, а несколько месяцев спустя поднялся на верхнюю ступень пьедестала переходного первенства страны в Перми. На юниорском уровне лучшими результатами Идрисова были бронзовые медали первенства России 2014 года в Сочи и в Улан-Удэ в 2015 году. В последующие два года он завоевывал медали на различных турнирах, проходивших в России, среди которых: Межконтинентальный кубок, Мемориалы Али Алиева, Мемориал Юрия Гусова, турнир на призы Хизри Шихсаидова, студенческое первенстве России в Москве. В 2018 году Идрисов выиграл молодёжный чемпионат Европы до 23 лет и чемпионат России. Претендовал на участие на чемпионате мира того же года. На главные соревнования года он не попал, уступив на турнире в Польше прямому конкуренту за место в сборной Гаджимураду Рашидову. Вместо Будапешта Магомедрасул поехал в Бухарест, чтобы принять участие в первенстве мира U23, и на этих соревнованиях уверенно занял первое место. В 2019 году вновь выиграл чемпионат России. На чемпионате мира 2019 года завоевал серебряную медаль, уступив в финале грузинскому борцу Беке Ломтадзе

## Спортивные результаты
- Чемпионат Европы по борьбе U23 2018 —
- Чемпионат России по вольной борьбе 2018 —
- Чемпионат мира по борьбе U23 2018 —
- Чемпионат России по вольной борьбе 2019 —
- Гран-При Иван Ярыгин 2020 - 5

## Личная жизнь
Старшие братья: Шапи, Гасан, Курбан и Шамиль также занимались вольной борьбой, среди которых Шапи — бронзовый призёр чемпионата России 2007, младший брат — Ахмед, бронзовый призёр чемпионата России 2010. Окончил факультет физкультуры и спорта ДГПУ. 10 ноября 2019 года Магомедрасул Идрисов сыграл свадьбу. Его избранницей стала студентка ДГМУ - 21-летняя махачкалинка Альбина.